# Extrator (armas de fogo)

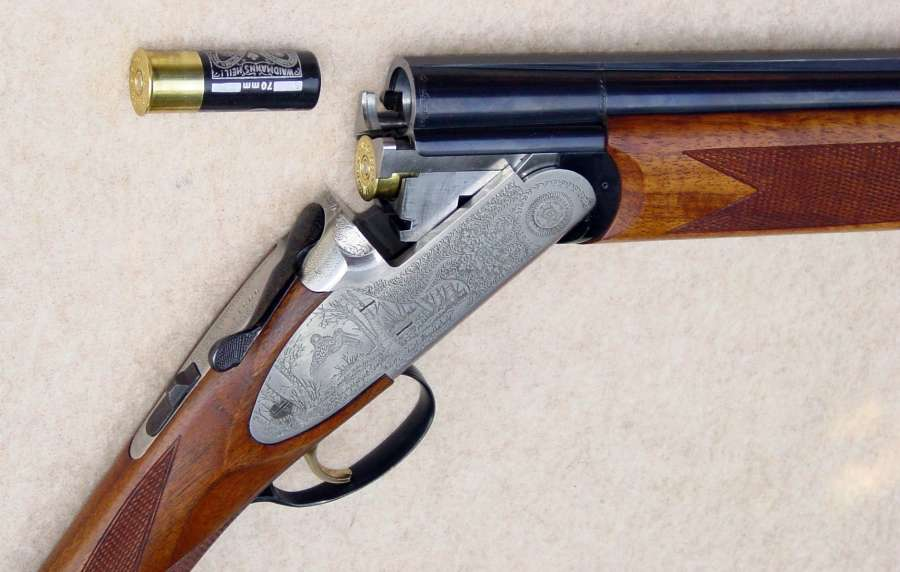
Uma espingarda de canos sobrepostos com o extrator trazido para trás quando o mecanismo de "quebra" é acionado

Extrator, em terminologia de armas de fogo, é uma parte do mecanismo de ação de uma arma por retrocarga que serve para retirar da câmara as cápsulas dos cartuchos previamente disparados, a fim de desocupar a câmara para carregar uma nova munição.

## Funcionamento
Os exemplos mais simples de extratores em armas de fogo são visíveis muito claramente nos revólveres (mais antigos) e espingardas por mecanismo de ação basculante, onde um "pino extrator" ligado a esse mecanismo possui recortes no que é conhecido como "coroa do extrator", que se engatam nos aros dos estojos deflagrados e os puxam para fora da(s) câmara(s) da arma quando o mecanismo de "báscula" é acionado; nos revólveres mais modernos, o acionamento do extrator é feito de forma manual pelo operador

## Ejetor
O ejetor não deve ser confundido com o extrator, pois o ejetor atua depois do extrator, geralmente em armas semiautomáticas. Depois que o extrator retira o cartucho deflagrado da câmara, o ejetor, usando um conjunto de flanges e molas, é responsável por expelir o cartucho deflagrado do corpo da arma.
Em armas de repetição, com ferrolhos móveis, o extrator é muitas vezes um, ou um conjunto de flanges, semelhantes a ganchos integrados à "cabeça" do ferrolho, auxiliado por uma peça saliente (o "ejetor"), que complementa a ação do extrator, expelindo o estojo inteiramente para fora da arma.